# LOVE定額
LOVE定額（ラブていがく）とは、旧ボーダフォン（現ソフトバンク）が2005年11月1日にサービスをスタートした音声通話定額である。

## 概要
- ボーダフォン時代からの料金プランを利用している場合に申し込めた。
- 月額315円（税込）で指定したソフトバンク回線1回線に対する音声通話、メールの通信料金が無料になるサービス。
- 定額対象は音声通話、Vodafone 3GのSMS・MMS、V3～V6シリーズのスカイメール、V3、V4シリーズのロングメールである。

なおV5、V6シリーズにおけるスーパーメール、V8シリーズ（VGS）におけるVGSメールは定額の対象外である。
- TVコールは半額になる（2006年6月まではキャンペーンによって無料であった）。
- 同一の家族割引グループ内回線は指定できない。なお、LOVE定額の指定先回線を同じ家族割引のグループに組み入れると、指定先を変更しない限り翌月で自動解除となる。
- 2006年8月当時、約120万人がサービスに加入していた。
- 料金プラン（ゴールド・ブルー・オレンジ）の発表により過去の料金プランは公式ウェブサイト等から消え、LOVE定額も紹介されていない。そして、LOVE定額の新規申込は2007年2月28日、既存ユーザーの申込は5月31日をもって終了となった。ただし、既存ユーザーによるサービスは継続し、指定先の番号変更は今後も受け付ける。